# Liste der Länderspiele der bahamaischen Fußballnationalmannschaft

Logo der Bahamas Football Association (BFA)

Diese Liste enthält alle offiziellen (von der FIFA anerkannten) und inoffiziellen Länderspiele der Fußballnationalmannschaft der Bahamas der Männer.

## Legende
- keine Nummer = kein offizielles Länderspiel
- grüne Hintergrundfarbe = Sieg Bahamas
- gelbe Hintergrundfarbe = Unentschieden
- rote Hintergrundfarbe = Niederlage

## Liste der Länderspiele

### 1970 bis 1979
|    | Datum      | Gegner                   | Resultat | Anlass                            | Austragungsort     | Bemerkungen                                                                                              |
| -- | ---------- | ------------------------ | -------- | --------------------------------- | ------------------ | --- |
| 1. | 03.03.1970 | Niederländische Antillen | 1:8      | Zentralamerika- und Karibikspiele | Panama-Stadt (PAN) | Erstes offizielles Länderspiel, erstes Länderspiel gegen die niederländischen Antillen, erste Niederlage |
|    | 05.03.1970 | Venezuela                | 0:5      | Zentralamerika- und Karibikspiele | Panama-Stadt (PAN) | Erstes Länderspiel gegen Venezuela                                                                       |
| 2. | 08.03.1970 | Puerto Rico              | 0:3      | Zentralamerika- und Karibikspiele | Panama-Stadt (PAN) | Erstes Länderspiel gegen Puerto Rico                                                                     |
|    | 14.04.1971 | Haiti                    | 0:8      | Freundschaftsspiel                | (HTI)              | Erstes Länderspiel gegen Haiti                                                                           |
|    | 02.08.1971 | Dominikanische Republik  | 4:2      | Panamerikanische Spiele           | Cali (COL)         | Erstes Länderspiel gegen die Dominikanische Republik, erster Sieg                                        |
|    | 28.02.1974 | Panama                   | 1:0      | Zentralamerika- und Karibikspiele | (DOM)              | Erstes Länderspiel gegen Panama                                                                          |
|    | 04.03.1974 | Dominikanische Republik  | 0:2      | Zentralamerika- und Karibikspiele | (DOM)              | |
|    | 06.03.1974 | Bermuda                  | 0:3      | Zentralamerika- und Karibikspiele | (DOM)              | Erstes Länderspiel gegen Bermuda                                                                         |

### 1980 bis 1989
|    | Datum      | Gegner      | Resultat | Anlass                                | Austragungsort | Bemerkungen                     |
| -- | ---------- | ----------- | -------- | ------------------------------------- | -------------- | ------------------------------- |
| 3. | 01.08.1982 | Puerto Rico | 1:4      | Zentralamerika- und Karibikspiele     | Havanna (CUB)  |                                 |
| 4. | 06.08.1982 | Bermuda     | 0:3      | Zentralamerika- und Karibikspiele     | Havanna (CUB)  |                                 |
| 5. | 10.08.1982 | Kuba        | 0:1      | Zentralamerika- und Karibikspiele     | Havanna (CUB)  | Erstes Länderspiel gegen Kuba   |
|    | 30.06.1986 | Kuba        | 0:1      | Zentralamerika- und Karibikspiele     | (DOM)          |                                 |
|    | 25.01.1987 | Guyana      | 1:3      | Olympische Spiele-Qualifikation       | (GUY)          | Erstes Länderspiel gegen Guyana |
|    | 22.02.1987 | Guyana      | 0:3      | Olympische Spiele-Qualifikation       | (GUY)          |                                 |
|    | 29.03.1987 | Mexiko      | 0:3      | Freundschaftsspiel                    |                | Erstes Länderspiel gegen Mexiko |
|    | 28.04.1987 | Mexiko      | 0:13     | Panamerikanische Spiele-Qualifikation | (MEX)          | Höchste Niederlage              |

### 1990 bis 1999
|     | Datum      | Gegner                       | Resultat | Anlass                             | Austragungsort   | Bemerkungen                                                                                   |
| --- | ---------- | ---------------------------- | -------- | ---------------------------------- | ---------------- | --------------------------------------------------------------------------------------------- |
| 6.  | 24.02.1999 | Turks- und Caicosinseln      | 3:0      | Karibikmeisterschaft-Qualifikation | Nassau           | Erstes Länderspiel gegen die Turks- und Caicosinseln, erster Sieg bei einem offiziellen Spiel |
| 7.  | 28.02.1999 | Amerikanische Jungferninseln | 0:0      | Karibikmeisterschaft-Qualifikation | Nassau           | Erstes Länderspiel gegen die Amerikanischen Jungferninseln, erstes Unentschieden              |
| 8.  | 05.05.1999 | Bermuda                      | 0:6      | Karibikmeisterschaft-Qualifikation | Hamilton (BER)   |                                                                                               |
| 9.  | 07.05.1999 | Kuba                         | 0:7      | Karibikmeisterschaft-Qualifikation | Hamilton (BER)   |                                                                                               |
| 10. | 09.05.1999 | Cayman Islands               | 1:4      | Karibikmeisterschaft-Qualifikation | Hamilton (BER)   | Erstes Länderspiel gegen die Kaimaninseln                                                     |
| 11. | 22.09.1999 | Cayman Islands               | 0:4      | Freundschaftsspiel                 | Georgetown (CAY) |                                                                                               |

### 2000 bis 2009
|     | Datum      | Gegner                         | Resultat | Anlass                             | Austragungsort            | Bemerkungen                                             |
| --- | ---------- | ------------------------------ | -------- | ---------------------------------- | ------------------------- | ------------------------------------------------------- |
| 12. | 05.03.2000 | Anguilla                       | 3:1      | Weltmeisterschaft-Qualifikation    | The Valley (AIA)          | Erstes Länderspiel gegen Anguilla                       |
| 13. | 19.03.2000 | Anguilla                       | 2:1      | Weltmeisterschaft-Qualifikation    | Nassau                    |                                                         |
| 14. | 01.04.2000 | Haiti                          | 0:9      | Weltmeisterschaft-Qualifikation    | Port-au-Prince (HTI)      |                                                         |
| 15. | 16.04.2000 | Haiti                          | 0:4      | Weltmeisterschaft-Qualifikation    | Nassau                    |                                                         |
| 16. | 21.10.2001 | Haiti                          | 0:2      | Freundschaftsspiel                 | Nassau                    |                                                         |
| 17. | 27.12.2003 | Haiti                          | 0:6      | Freundschaftsspiel                 | Miami (USA)               |                                                         |
| 18. | 26.03.2004 | Dominica                       | 1:1      | Weltmeisterschaft-Qualifikation    | Nassau                    | Erstes Länderspiel gegen Dominica                       |
| 19. | 28.03.2004 | Dominica                       | 1:3      | Weltmeisterschaft-Qualifikation    | Nassau                    |                                                         |
| 20. | 02.09.2006 | Cayman Islands                 | 3:1      | Karibikmeisterschaft-Qualifikation | Havanna (CUB)             |                                                         |
| 21. | 04.09.2006 | Kuba                           | 0:6      | Karibikmeisterschaft-Qualifikation | Havanna (CUB)             |                                                         |
| 22. | 06.09.2006 | Turks- und Caicosinseln        | 3:2      | Karibikmeisterschaft-Qualifikation | Havanna (CUB)             |                                                         |
| 23. | 19.11.2006 | Barbados                       | 1:2      | Karibikmeisterschaft-Qualifikation | Bridgetown (BRB)          | Erstes Länderspiel gegen Barbados                       |
| 24. | 21.11.2006 | Bermuda                        | 0:4      | Karibikmeisterschaft-Qualifikation | Bridgetown (BRB)          |                                                         |
| 25. | 23.11.2006 | St. Vincent und die Grenadinen | 2:3      | Karibikmeisterschaft-Qualifikation | Bridgetown (BRB)          | Erstes Länderspiel gegen St. Vincent und die Grenadinen |
| 26. | 26.03.2008 | Britische Jungferninseln       | 1:1      | Weltmeisterschaft-Qualifikation    | Nassau                    | Erstes Länderspiel gegen die Britischen Jungferninseln  |
| 27. | 30.03.2008 | Britische Jungferninseln       | 2:2      | Weltmeisterschaft-Qualifikation    | Nassau                    |                                                         |
| 28. | 15.06.2008 | Jamaika                        | 0:7      | Weltmeisterschaft-Qualifikation    | Kingston (JAM)            | Erstes Länderspiel gegen Jamaika                        |
| 29. | 18.06.2008 | Jamaika                        | 0:6      | Weltmeisterschaft-Qualifikation    | Greenfield-Trelawny (JAM) |                                                         |

### 2010 bis 2019
|     | Datum      | Gegner                   | Resultat | Anlass                          | Austragungsort       | Bemerkungen                                  |
| --- | ---------- | ------------------------ | -------- | ------------------------------- | -------------------- | -------------------------------------------- |
| 30. | 02.07.2011 | Turks- und Caicosinseln  | 4:0      | Weltmeisterschaft-Qualifikation | Providenciales (TCA) |                                              |
| 31. | 09.07.2011 | Turks- und Caicosinseln  | 6:0      | Weltmeisterschaft-Qualifikation | Nassau               | Höchster Sieg                                |
| 32. | 25.03.2015 | Bermuda                  | 0:5      | Weltmeisterschaft-Qualifikation | Nassau               |                                              |
| 33. | 29.03.2015 | Bermuda                  | 0:3      | Weltmeisterschaft-Qualifikation | Devonshire (BER)     |                                              |
| 34. | 07.09.2018 | Belize                   | 0:4      | CONCACAF Nations League         | Belmopan (BLZ)       | Erstes Länderspiel gegen Belize              |
| 35. | 12.10.2018 | Antigua und Barbuda      | 0:6      | CONCACAF Nations League         | Nassau               | Erstes Länderspiel gegen Antigua und Barbuda |
| 36. | 18.11.2018 | Anguilla                 | 1:1      | CONCACAF Nations League         | Nassau               |                                              |
| 37. | 16.03.2019 | Turks- und Caicosinseln  | 6:1      | Freundschaftsspiel              | Nassau               |                                              |
| 38. | 23.03.2019 | Dominica                 | 0:4      | CONCACAF Nations League         | Roseau (DMA)         |                                              |
| 39. | 09.09.2019 | Bonaire                  | 2:1      | CONCACAF Nations League 2019–21 | Nassau               | Erstes Länderspiel gegen Bonaire             |
| 40. | 10.10.2019 | Britische Jungferninseln | 4:0      | CONCACAF Nations League 2019–21 | Basseterre (SKN)     |                                              |
| 41. | 14.11.2019 | Britische Jungferninseln | 3:0      | CONCACAF Nations League 2019–21 | Nassau               |                                              |
| 42. | 17.11.2019 | Bonaire                  | 1:1      | CONCACAF Nations League 2019–21 | Willemstad (CUW)     |                                              |

### 2020 bis 2029
|     | Datum      | Gegner                         | Resultat | Anlass                               | Austragungsort        | Bemerkungen                                    |
| --- | ---------- | ------------------------------ | -------- | ------------------------------------ | --------------------- | ---------------------------------------------- |
| 43. | 27.03.2021 | St. Kitts und Nevis            | 0:4      | Weltmeisterschaft-Qualifikation      | Nassau                | Erstes Länderspiel gegen Saint Kitts und Nevis |
| 44. | 30.03.2021 | Guyana                         | 0:4      | Weltmeisterschaft-Qualifikation      | Santo Domingo (DOM)   |                                                |
| 45. | 02.06.2021 | Puerto Rico                    | 0:7      | Weltmeisterschaft-Qualifikation      | Mayagüez (PUR)        |                                                |
| 46. | 05.06.2021 | Trinidad und Tobago            | 0:0      | Weltmeisterschaft-Qualifikation      | Nassau                | Erstes Länderspiel gegen Trinidad und Tobago   |
| 47. | 03.07.2021 | Guadeloupe                     | 0:2      | CONCACAF Gold Cup 2021-Qualifikation | Fort Lauderdale (USA) | Erstes Länderspiel gegen Guadeloupe            |
| 48. | 26.03.2022 | Saint-Martin                   | 0:2      | Freundschaftsspiel                   | Sandy-Ground (SMT)    | Erstes Länderspiel gegen Saint-Martin          |
| 49. | 13.05.2022 | Turks- und Caicosinseln        | 4:2      | Freundschaftsspiel                   | Nassau                |                                                |
| 50. | 14.05.2022 | Turks- und Caicosinseln        | 1:2      | Freundschaftsspiel                   | Nassau                |                                                |
| 51. | 03.06.2022 | St. Vincent und die Grenadinen | 1:0      | CONCACAF Nations League 2022/23      | Nassau                |                                                |
| 52. | 06.06.2022 | Trinidad und Tobago            | 0:1      | CONCACAF Nations League 2022/23      | Port of Spain (TRI)   |                                                |
| 53. | 10.06.2022 | Nicaragua                      | 0:2      | CONCACAF Nations League 2022/23      | Nassau                | Erstes Länderspiel gegen Nicaragua             |
| 54. | 13.06.2022 | Nicaragua                      | 0:4      | CONCACAF Nations League 2022/23      | Managua (NIC)         |                                                |
| 55. | 24.03.2023 | Trinidad und Tobago            | 0:3      | CONCACAF Nations League 2022/23      | Nassau                |                                                |
| 56. | 27.03.2023 | St. Vincent und die Grenadinen | 1:1      | CONCACAF Nations League 2022/23      | Kingstown (VCT)       |                                                |
| 57. | 09.09.2023 | Puerto Rico                    | 1:6      | CONCACAF Nations League 2023/24      | Nassau                |                                                |
| 58. | 12.09.2023 | Guyana                         | 2:3      | CONCACAF Nations League 2023/24      | Leonora (GUY)         |                                                |
| 59. | 14.10.2023 | Antigua und Barbuda            | 1:4      | CONCACAF Nations League 2023/24      | Nassau                |                                                |
| 60. | 17.10.2023 | Antigua und Barbuda            | 2:2      | CONCACAF Nations League 2023/24      | Piggotts (ATG)        |                                                |
| 61. | 21.11.2023 | Puerto Rico                    | 1:6      | CONCACAF Nations League 2023/24      | Bayamón (PUR)         |                                                |
| 62. | 08.06.2024 | Trinidad und Tobago            | 1:7      | Weltmeisterschaft-Qualifikation      | Basseterre (SKN)      |                                                |
| 63. | 11.06.2024 | St. Kitts und Nevis            | 0:1      | Weltmeisterschaft-Qualifikation      | Basseterre (SKN)      |                                                |
| 64. | 04.09.2024 | Amerikanische Jungferninseln   | 3:3      | CONCACAF Nations League 2024/25      | Christiansted (VIR)   |                                                |
| 65. | 07.09.2024 | Barbados                       | 2:3      | CONCACAF Nations League 2024/25      | Christiansted (VIR)   |                                                |
| 66. | 12.10.2024 | Amerikanische Jungferninseln   | 3:1      | CONCACAF Nations League 2024/25      | Bridgetown (BRB)      |                                                |
| 67. | 15.10.2024 | Barbados                       | 2:6      | CONCACAF Nations League 2024/25      | Bridgetown (BRB)      |                                                |
|     | 04.06.2025 | Grenada                        | -:-      | Weltmeisterschaft-Qualifikation      |                       |                                                |
|     | 07.06.2025 | Costa Rica                     | -:-      | Weltmeisterschaft-Qualifikation      |                       |                                                |